# 553년

## 연호
- 남량(南梁) 승성(承聖) 2년
- 북제(北齊) 천보(天保) 4년
- 신라(新羅) 개국(開國) 3년

## 기년
- 남량(南梁) 원제(元帝) 2년
- 북제(北齊) 문선제(文宣帝) 4년
- 서위(西魏) 폐제(廢帝) 2년
- 신라(新羅) 진흥왕(眞興王) 14년
- 고구려(高句麗) 양원왕(陽原王) 9년
- 백제(百濟) 성왕(聖王) 31년

## 사건
- 10월 : 몬스 락타리우스의 전투. 동고트 왕국의 멸망.
- 돌궐의 무한 카간 즉위.
- 신라, 120년 만에 나제동맹을 깨다.

## 문화
- 신라에서 법주사가 창건되다.

## 사망
- 10월 : 테이아, 동고트 왕국 최후의 왕.